# بی‌بی دوست
بی بی دوست زیارتگاهی در سیستان و در شهرستان زابل است. این زیارتگاه در ده کیلومتری شمال شرق زابل و در مسیر و نقطه اتصال جاده زابل به شهر هیرمند و کانال آبی که از رودخانه هیرمند واقع در شهرستان زهک منشعب می‌شود و از روستای کود و قلعه زاهدان کهنه می‌گذرد، قرار گرفته است. در باورهای عامیانه این زیارتگاه متعلق به سیده‌ای از خاندان علی بن ابیطالب است.

## بی بی دوست
بی بی دوست با نام‌های بی بی نوروز، بی بی سه‌شنبه، بی بی نور، بی بی حور و بی بی تندروی هم معروف است. در سیستان لقب بی بی به بانوان با کرامت تعلق می‌گیرد.
در باورهای عامیانه، این زیارتگاه متعلق به سیده‌ای از خاندان علی بن ابیطالب (ع) است و او را از اولاد و اعقاب دختری امام حسین (ع) دانسته‌اند. برخی نیز او را با زمان قاضی عبدالله کندرکی، در روستای آس قاضی در بخش شهرکی و نارویی، از عارفان قرن نهم هجری در ارتباط می‌دانند. یک باور دیگر براین است که این آرامگاه به خواهر سید اقبال فرزندان میرداماد و خواهرزاده شاه عباس صفوی تعلق دارد که مزارش در سیستان قدیم و افغانستان فعلی واقع شده است.
برخی نیز او را با ایزدبانو آناهید در آیین مهر تطیبق می‌دهند. همچنین اهالی سیستان براین اعتقادند که در گذشته‌های دور، سیده‌ای با برادر خود سرگرم شبانی بود که فردی قصد آزار او را داشت. دختر گریه‌کنان پا به فرار گذاشت تا به محل زیارتگاه امروزی رسید. از شدت خستگی در آن مکان متوقف شد و دعا کرد: «ای زمین مرا دریاب». به خاطر صداقتش، زمین وی را دل خود مخفی کرد و آن مکان، آرامگاه وی شد.

## تاریخچه زیارتگاه
کارشناسان و باستان‌شناسان روی محوطه اطراف زیارتگاه بی بی دوست، تحقیقاتی انجام داده‌اند. نتایج این تحقیقات نشان می‌دهد که این مکان از استقرار دوران اشکانیان تا دوره اسلامی شواهدی را در خود جای داده است. سفال‌های به‌دست‌آمده در این محل به سفال‌های دوران تاریخی و سفال‌های لعابدار سده‌های اسلامی میانه قابل تفکیک و متمایز هستند. محققان براین عقیده‌اند که مکان مزبور، جلوه‌گر بخشی از دارالحکومه سیستان در دوره اسلامی است.

## درخت کهنسال گز
یک از رسوم بقعه بی بی دوست، دخیل بستن بیماران است. بیماران مصروع و زنانی که بچه دار نمی‌شوند به زیارت بی بی دوست می‌آیند و شب را تا صبح در این مقبره می‌مانند. آرامگاه بی بی دوست دربین مردم سیستان و مردم خراسان و عده ای از مردم افغانستان، دارای اهمیت خاصی است و معتقدان زیادی دارد.
یک درخت کهنسال گز در قسمت جنوبی چنان ریشه دارد که گویی مقبره را دربرگرفته است و مردم برای این درخت نیز احترام زیادی قائل هستند و کسی اجازه ندارد به این درخت آسیب برساند یا شاخه ای از آن را جدا کند. معتقدند اگر فردی چنین کاری انجام دهد حتماً به او ضرر خواهد رسید و سزای بی‌احترامی خود را خواهد دید.
از خاک مقبره نیز برای تبرک و رفع گرفتاری بنابر اعتقادات استفاده می‌شود و گاه این خاک را زائران به دیگر شهرها می‌برند. پارچه‌های رنگی آویخته به درخت گز نزدیک مقبره توجه همگان را به خود جلب می‌کند. این پارچه‌ها برای برآوردن حاجت به درخت گز گره زده می‌شود.

## ورود مردان
بنا به اعتقادات موجود، مردان حق ورود به محوطهٔ مقبره را ندارند و این در حالی است که مردان نیز به این زیارتگاه اعتقاد بسیاری دارند و حاجت خود را از طریق زنان به بی بی می‌رسانند.
زنان باردار نیز حق ورود به داخل مقبره را ندارند و در صورت ورود، بنا بر اعتقاد مردم سیستان بر روی چهرهٔ فرزند متولد شده علامتی پدیدار می‌شود. نقل است که افرادی که به این نکته توجه نکرده‌اند نوزادانشان دچار نقص عضو شده است. بیمارانی که صرع دارند و دچار تشنج می‌شوند و همچنین زنانی که نازا هستند برای طلب حاجت و شفا به زیارت بی بی دوست می‌آیند.
در گذشته‌های دور از کنار زیارتگاه شاخهٔ اصلی رود هیرمند عبور می‌کرد. این موضوع موجب آبادی بیشتر بود و بنابراین، زائران بیشتری به این مکان می‌آمدند.
عروس و دامادها نیز به رسم منطقه، روز سوم پس از ازدواج، برای دعا و درخواست خوشبختی در زندگی به زیارت این مکان می‌روند و چنانچه نذری داشته باشند ادا می‌کنند و برای تداوم خوشبختی در زندگی در قسمت شمال شرقی در نزدیکی مقبره شمع و عود روشن می‌کنند.
بنا به گفته راویان محلی در این مقبره، نذری با عنوان نذر بی بی تندوری صورت می‌گیرد. این نذر شبیه دخیل بستن در کنار قبور ائمه است، که طنابی را به گردن و بخشی از آن را به مشبک‌های ضریح می‌بندند، در اینجا طناب به درخت گز بسته می‌شود و در جوار مقبره، تنور نان پزی قرار دارد. اگر نیت آن‌ها برآورده شود دور تنور را آب و جارو می‌زنند نان می‌پزند و به صورت خیرات بین همسایه‌ها تقسیم می‌کنند.
در بعد از ظهر روز سه شنبه و صبح روز چهارشنبه پخت نان محلی به نام (تفتو) را در این مکان زنان انجام می‌دهند و بعد از پخت میان مردم توزیع می‌شود. برای پخت نان محلی سه تنور ساخته شده است. تفتو نان پر ضخامت و پر مغزی است که بانوان سیستان در تنور محلی می‌پزند و به صورت دایره یا بیضی است.